# Jan Kolanowski
Jan Kolanowski (ur. 24 października 1893 w Pabianicach, zm. po 1949) – major piechoty Wojska Polskiego, działacz niepodległościowy, kawaler Orderu Virtuti Militari.

## Życiorys
Urodził się 24 października 1893 w Pabianicach, w ówczesnym powiecie brzezińskim guberni piotrkowskiej. Pracował jako urzędnik bankowy. Do szkół uczęszczał w Tomaszowie Mazowieckim: powszechnej (1899–1904) i średniej (1904–1911).
12 kwietnia 1915 wstąpił do Legionów Polskich. Służył w 9. kompanii 6 pułku piechoty. 5 sierpnia 1915 awansował na sekcyjnego, a później sierżanta. 5 czerwca 1919 jako podoficer byłych Legionów Polskich został mianowany z dniem 1 maja 1919 podporucznikiem piechoty. Pełnił wówczas służbę w 6 pułku piechoty Legionów.
Po zakończeniu działań wojennych pozostał w wojsku jako oficer zawodowy i kontynuował służbę w 6 pp Leg. w Wilnie. 3 maja 1922 został zweryfikowany w stopniu kapitana ze starszeństwem od 1 czerwca 1919 i 1499. lokatą w korpusie oficerów piechoty. Później został przeniesiony do 63 pułku piechoty w Toruniu i przydzielony do Powiatowej Komendy Uzupełnień Toruń na stanowisko oficera instrukcyjnego. 30 listopada 1923 został przydzielony do 63 pp. W grudniu tego roku został przeniesiony do 6 pp Leg. W marcu 1925 był słuchaczem kursu dla oficerów wywiadu przy Korpusie Ochrony Pogranicza. W latach 1925–1930 służył w Oddziale II Sztabu Głównego. 23 grudnia 1927 został przeniesiony do kadry oficerów piechoty z pozostawieniem na dotychczas zajmowanym stanowisku. 2 kwietnia 1929 prezydent RP nadał mu z dniem 1 stycznia 1929 stopień majora w korpusie oficerów piechoty i 36. lokatą. W marcu 1930 został przeniesiony z Ekspozytury Oddziału II SG do 48 pułku piechoty w Stanisławowie na stanowisko dowódcy batalionu, a w sierpniu 1935 przesunięty na stanowisko kwatermistrza. W 1939 został przeniesiony do 12 pułku piechoty w Wadowicach na stanowisko II zastępcy dowódcy pułku (kwatermistrza).
W czasie kampanii wrześniowej był dowódcą Oddziału Zbierającego Nadwyżki 12 pp. Przekroczył granicę z Węgrami i został internowany w Târgoviște. W 1940 przekazany Niemcom i osadzony w Oflagu VI E Dorsten. W 1942 został przeniesiony do szpitala dla jeńców wojennych w Thuine. W 1945, po uwolnieniu z niewoli, trafił do 1 BRC Hospital w Bad Rehburg, a 20 stycznia 1949 do polskiego obozu przesiedleńców „Podole” w Loccum.

## Ordery i odznaczenia
- Krzyż Srebrny Orderu Wojskowego Virtuti Militari nr 6335 – 17 maja 1922[22][23][24]
- Krzyż Niepodległości – 6 czerwca 1931 „za pracę w dziele odzyskania niepodległości”[25]
- Krzyż Walecznych trzykrotnie[26][27]
- Złoty Krzyż Zasługi[28]
- Krzyż Pamiątkowy 6 pułku piechoty Legionów Polskich[4]
- łotewski Medal Pamiątkowy 1918-1928 – 6 sierpnia 1929[29]